# Time Pilot '84
Time Pilot '84, conosciuto anche come Time Pilot '84: Further Into Unknown World, è un videogioco arcade di tipo sparatutto a scorrimento multidirezionale, pubblicato nel 1984 da Konami. Sequel di Time Pilot , presenta lo stesso tipo di pilotaggio con visuale dall'alto e rotazione a 360°. Non ci furono conversioni ufficiali per altre piattaforme, ma la Kingsoft, già autrice di un clone del primo Time Pilot chiamato Space Pilot, pubblicò Space Pilot 2 , che imita parzialmente Time Pilot '84.

## Modalità di gioco
A differenza di quanto visto in Time Pilot, il giocatore comanda stavolta una navicella spaziale: tutti i livelli, che qui sono infiniti, si svolgono in un futuro lontano, con nemici che consistono in astronavi di vario tipo e occasionalmente in veicoli di terra. Anziché il cielo, gli sfondi sono superfici di strutture tecnologiche o di pianeti.
Si usano un joystick, per dirigere la navicella, e due tasti, A e B, entrambi con la funzione di sparo. Il tasto A sprigiona proiettili normali, molto veloci, per distruggere i nemici comuni più semplici, mentre il tasto B fa partire un missile che insegue quelli più resistenti, una volta inquadrati dal giocatore con un apposito mirino. Il missile è anche l'arma in grado di eliminare, in maniera analoga, l'unico boss del gioco - una grossa astronave dalla forma ottagonale - presente alla fine di ogni livello.
Le vite a disposizione sono 3 (senza punti ferita), aumentabili al raggiungimento di determinati punteggi; ulteriori vite extra possono essere ottenute con l'eliminazione di alcuni nemici comuni.